# Узкоколейная железная дорога кооператива Вертикаль
Узкоколейная железная дорога производственного кооператива «Вертикаль» — изолированная карьерная узкоколейная железная дорога, находящаяся на территории городского округа Геленджик в нескольких километрах от восточной окраины города Геленджик Краснодарского края, шириной колеи 750 мм. 

## История
Узкоколейная железная дорога в Геленджике была построена ориентировочно в 1988 году для обслуживания карьера по добыче мергеля. Собственник — производственный кооператив «Вертикаль», основанный в 1985 году. Карьер находится в седле между вершинами Нексис и Дольмен Маркотхского хребта. Подвижной состав дороги использовался для доставки минерала с вершины горы к подножию, где он продавался потребителям. 
Решение использовать железную дорогу вместо грузовых автомобилей было принято по настоянию экологов. Данная узкоколейная железная дорога необычна поздним временем постройки, местонахождением в живописной курортной местности, рядом с известными историческими памятниками — дольменами.
Протяжённость, по состоянию на 2008 год: около 1,5 километров. До 2007 года она была одной из немногих действующих узкоколейных железных дорог на юге России. По состоянию на 2008 год, узкоколейная железная дорога законсервирована. Её будущее остаётся неясным.